# Association Marocaine de Recherches et d'échanges Culturels
L'Association Marocaine de Recherches et d'échanges Culturels, in sigla AMREC, è un'associazione culturale berberista marocchina.

## Storia
L'AMREC venne fondata a Rabat il 19 novembre 1967 da un gruppo di intellettuali e attivisti berberi guidati da Brahim Akhiat; tra questi Ali Sidqi Azaykou, Ahmed Boukous, Abdellah Bounfour, Boujamaa Habbaz, Ahmed Akouaou, Omar El Khalfaoui e Ali El Jaoui. L'associazione si impegnò a raccogliere il patrimonio culturale orale berbero, promuovendo una coscienza identitaria berbera, divenendo la prima associazione berberista in Marocco. L'associazione appoggiò la fondazione del gruppo musicale Ousmane in modo da espandere e diffondere la sua influenza culturale e le sue rivendicazioni. Nell'agosto 1991 l'AMREC, insieme ad altre cinque associazioni berberiste, redasse la Carta di Agadir. Nel 1994 re Hasan II, in preparazione al suo discorso, nel quale poi affermò la necessità di integrare la componente berbera in seno all'identità nazionale, chiese all'associazione di redigere un documento che raccogliesse le rivendicazioni del movimento berberista. L'AMREC, a differenza dell'associazione Tamaynut, evitò di promuovere una dimensione etnica nelle sue rivendicazioni, rigettando il concetto di minoranza etnica per i berberi. In occasione del consiglio berberista tenutosi a Bouznika nel maggio 2000 in seguito alla pubblicazione del Manifesto berbero, i membri dell'AMREC presero parte alla fazione culturalista, opponendosi alla politicizzazione del movimento berberista. Coerentemente alla maggioranza delle associazioni berberiste marocchine, l'AMREC appoggiò l'adozione dell'alfabeto berbero latino, prendendo parte alla redazione di un comunicato il 5 ottobre 2002 a Meknès. La posizione fu tuttavia ignorata dall'IRCAM, che nel 2003 decise di adottare il neo-tifinagh.